# Бём-Эрмоли, Эдуард фон
Барон (с 1917) Эдуард фон Бём-Эрмоли (нем. Eduard Freiherr von Böhm-Ermolli, 12 февраля 1856, Анкона — 9 декабря 1941, Троппау) — австрийский военачальник, генерал-фельдмаршал.

## Биография
Родился в семье происходившего из Куневальда майора Эдуарда Бёма, произведенного за храбрость в Битве при Новаре из нижних чинов в офицеры и дослужившегося впоследствии до пожалования дворянства 14 сентября 1885 (для титулования была избрана собственная фамилия с присоединением девичьей фамилии супруги, Марии-Жозефы Эрмоли).
Учился в кадетском корпусе в Санкт-Пёльтене, затем в Терезианской академии. 1 сентября 1875 выпущен лейтенантом в 4-й драгунский Эрцгерцога Альбрехта полк (Вельс). В 1878 окончил курс академии генерального штаба. С 1880 служил в генеральном штабе, с 1891 — в кавалерийской инспекции. С 1896 — командир 3-го уланского полка. С 1901 — командир 16-й кавалерийской бригады в Прессбурге. С ноября 1905 — командир 7-й кавалерийской дивизии в Кракове. С апреля 1909 — командир 12-й пехотной дивизии. С ноября 1911 — командир 1-го пехотного корпуса в Кракове и член Тайного совета. 1 мая 1912 произведен в генералы от кавалерии.

### Первая мировая война
С началом Первой мировой войны назначен командующим 2-й армией, которой командовал до мая 1918. В начале войны его армия была отправлена против Сербии, согласно австрийскому военному плану «б», но вскоре её пришлось вернуть и отправить на восточный фронт для отражения русского наступления в Галиции. Командовал армией в Карпатской операции, во время австро-германского наступления в 1915 и русского наступления 1916. Генерал-полковник (1 мая 1916). В августе 1917 ему пожалован баронский титул — Freiherr, а 31 января 1918 Бём-Эрмоли был произведён в генерал-фельдмаршалы.
В результате конфликтов с германским командованием, фельдмаршал Бём-Эрмоли приказом императора Карла был смещён с поста командующего 2-й армией, его пост занял генерал от инфантерии Альфред Краусс. 2-я армия была переименована в Восточную армию.

### Между войнами
После войны поселился в Опаве (Троппау) в Чехословакии, получал от чешского правительства пенсию. После аннексии Судетской области Германией (1938) получил почётное звание генерал-фельдмаршала вермахта (единственный из австрийских командующих), а также шефство над дислоцированным в Троппау 28-м пехотным полком.
Скончался 9 декабря 1941 года в Вене, похоронен в Троппау.

## Галерея

Австро-венгерская виньетка, посвящённая фон Бём-Эрмоли
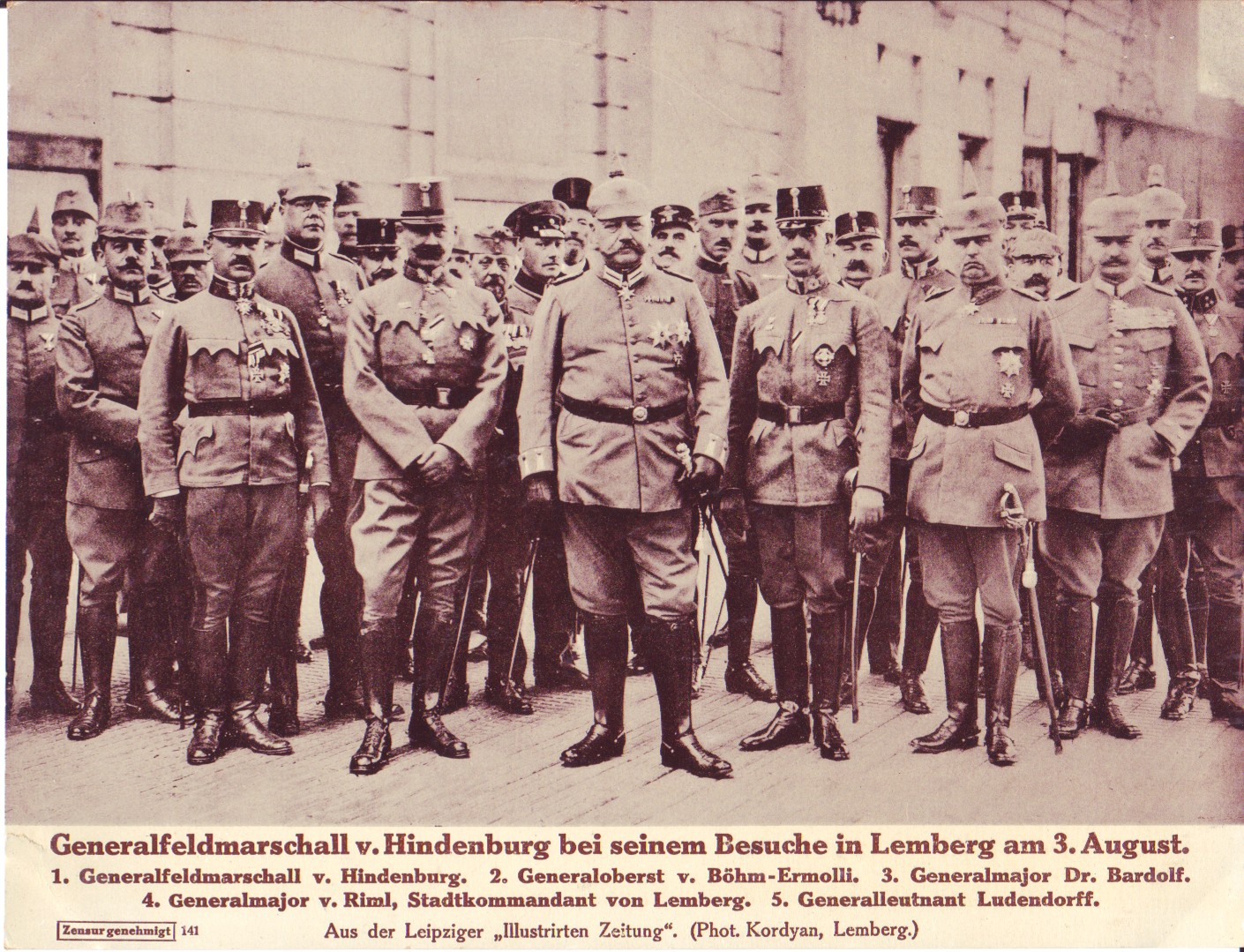
Эдуард Бём-Эрмоли среди австро-венгерских и немецких генералов. Львов, 3 августа 1916 года
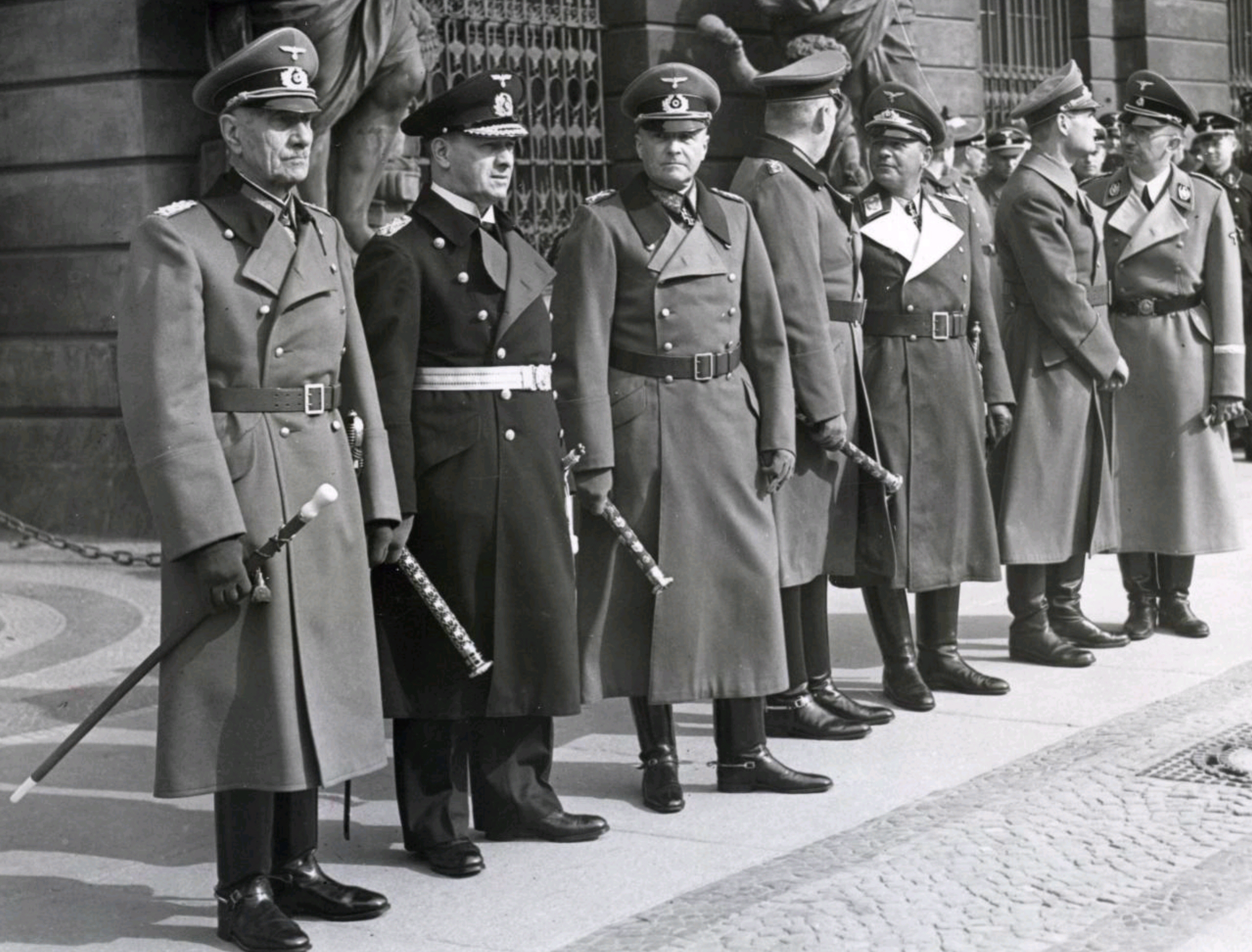
Генерал-фельдмаршал запаса фон Бём-Эрмоли (крайний слева) на мероприятии, посвящённом памяти погибших немецких солдат (Берлин, март 1941).
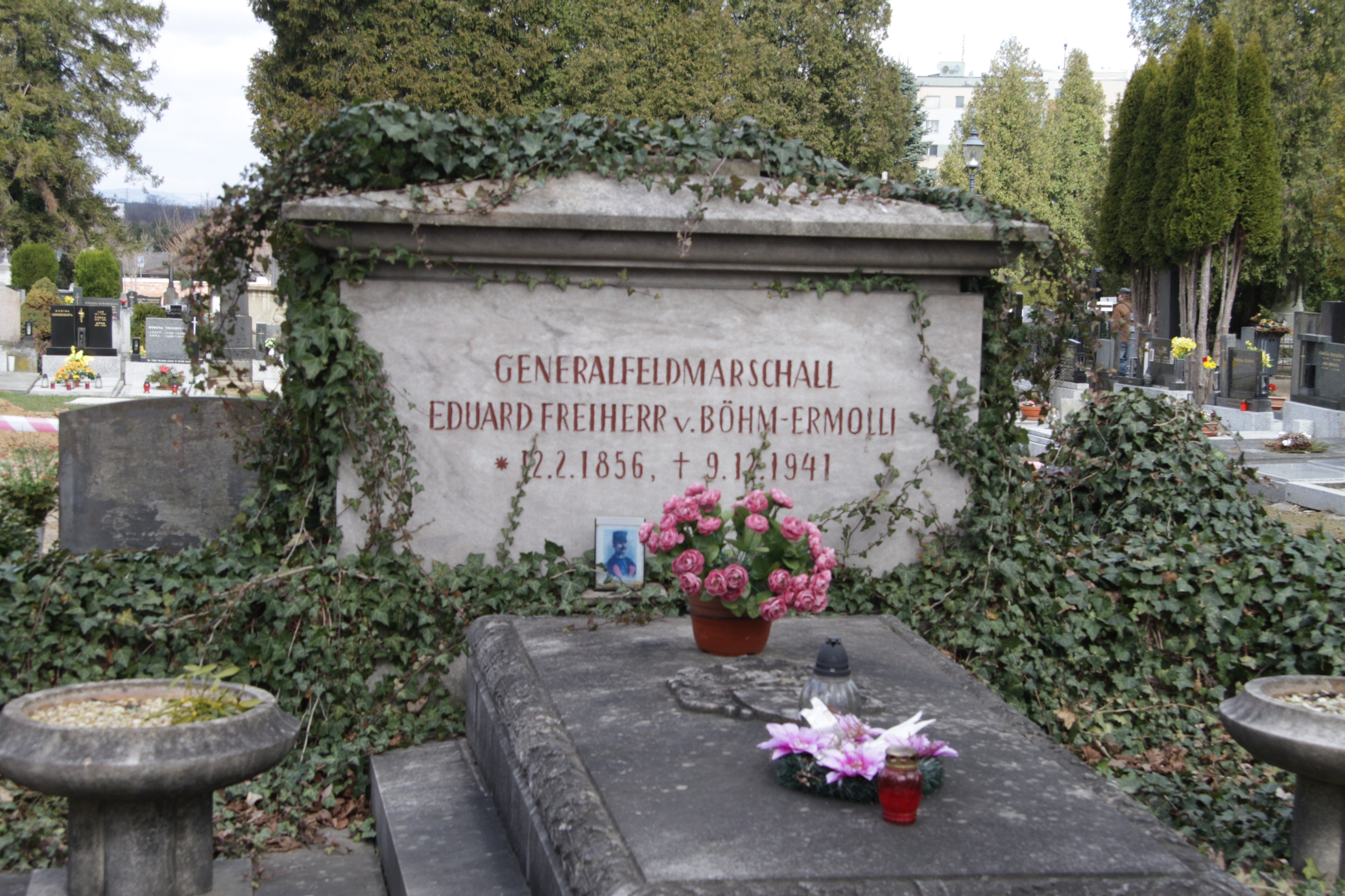
Надгробие Бём-Эрмоли в Троппау.